# Leonora Speyer

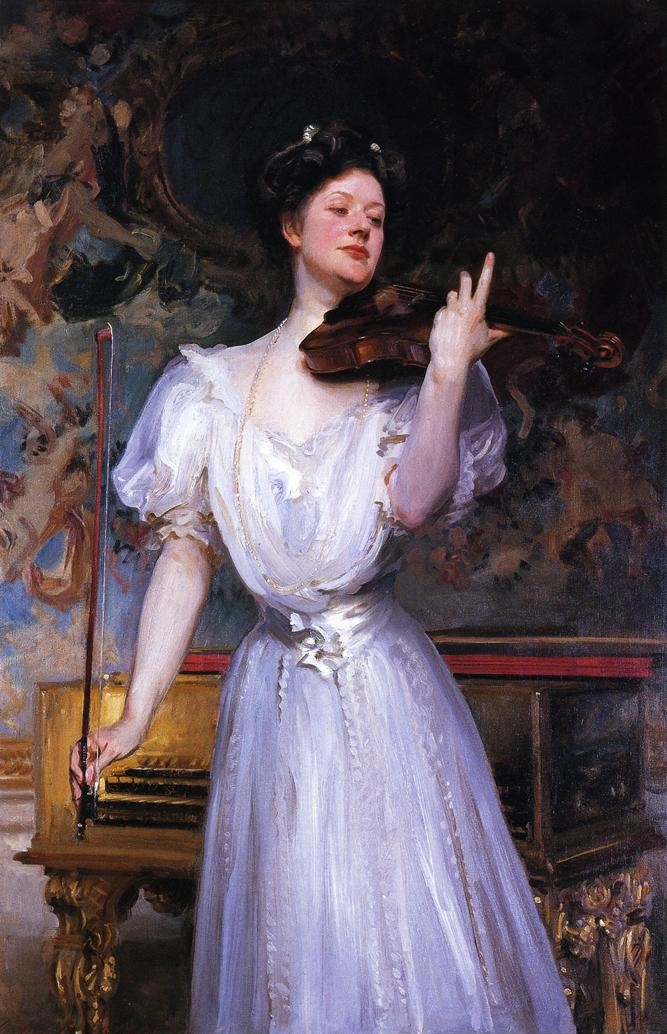
Leonora Speyer (Ölgemälde von John Singer Sargent, 1907)

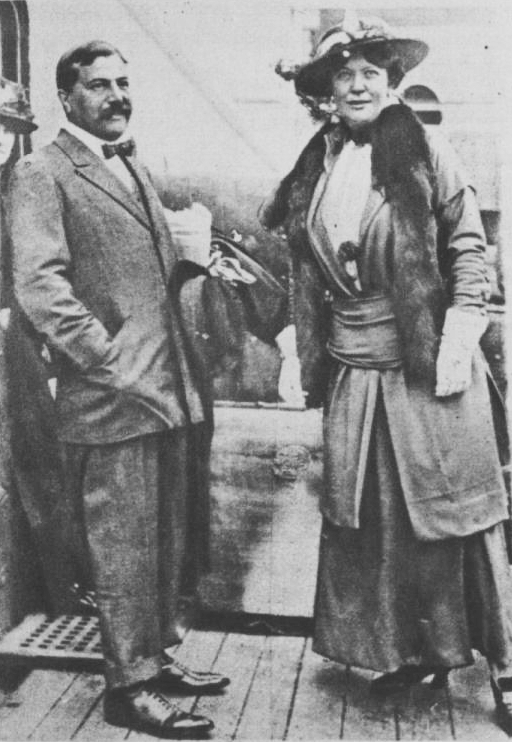
Leonora Speyer mit ihrem zweiten Ehemann Sir Edgar Speyer (1921)

Leonora Speyer (Geburtsname: Leonore von Stosch; * 7. November 1872 in Washington, D.C.; † 10. Februar 1956 in New York City) war eine US-amerikanische Geigerin und Dichterin, die 1927 für ihren Gedichtband Fiddler’s Farewell den Pulitzer-Preis für Poesie erhielt.

## Leben
Leonora von Stosch stammte aus einer schlesischen Adelsfamilie Stosch und studierte nach dem Schulbesuch Musik und Violine an Konservatorien in Paris, Brüssel und Leipzig. Im Anschluss spielte sie in Orchestern unter der Leitung der Dirigenten Arthur Nikisch und Anton Seidl. 1902 heiratete sie in zweiter Ehe den Bankier und späteren Vorsitzenden der Underground Electric Railways Company of London, Edgar Speyer, und lebte mit diesem bis 1915 in London.
Sie gab ihr literarisches Debüt 1921 mit dem Buch Canopic Car und verfasste 1923 American Poets: An anthology of contemporary verse. Ihr bekanntestes Werk war der Gedichtband Fiddler’s Farewell (1926), für den sie 1927 mit dem Pulitzer-Preis für Poesie ausgezeichnet wurde.
Zu ihren späteren Veröffentlichungen gehören Naked Heel (1931) sowie Slow wall, poems new & selected (1931).

## Veröffentlichungen
- Canopic Car, 1921
- American Poets : An anthology of contemporary verse, 1923
- Fiddler’s Farewell, 1926
- Naked Heel, 1931
- Slow wall, poems new & selected, 1939
- Slow wall, 1946
- Slow wall, poems, 1951